# جایارام
جایارام (انگلیسی: Jayaram؛ زادهٔ ۱۰ دسامبر ۱۹۶۵) یک هنرپیشه اهل هند است. وی از سال ۱۹۸۸ میلادی تاکنون مشغول فعالیت بوده‌است.
از فیلم‌ها یا برنامه‌های تلویزیونی که وی در آن نقش داشته‌است می‌توان به آلیس در سرزمین عجایب اشاره کرد.

## فیلم‌شناسی
فهرست برخی از فیلم‌هایی که جایارام در آن‌ها به ایفای نقش پرداخته‌است:
- آلیس در سرزمین عجایب
- محله چینی‌ها
- رمان
- خودرو
- زمستان
- تفنگ
- آنها هستند
- جایی در ویکنتاپورام
- شرور صادق
- ساروجا
- راده شیام
- جولی گاناپاتی
- پونیین سلوان: قسمت اول
- پونیین سلوان: قسمت دوم
- انفجار
- تنالی
- بازی بز و ببر
- فرزند ارشد
- خوشی
- طول عمر
- نادوگانگی
- معنی
- باگاماتی